# 交易路

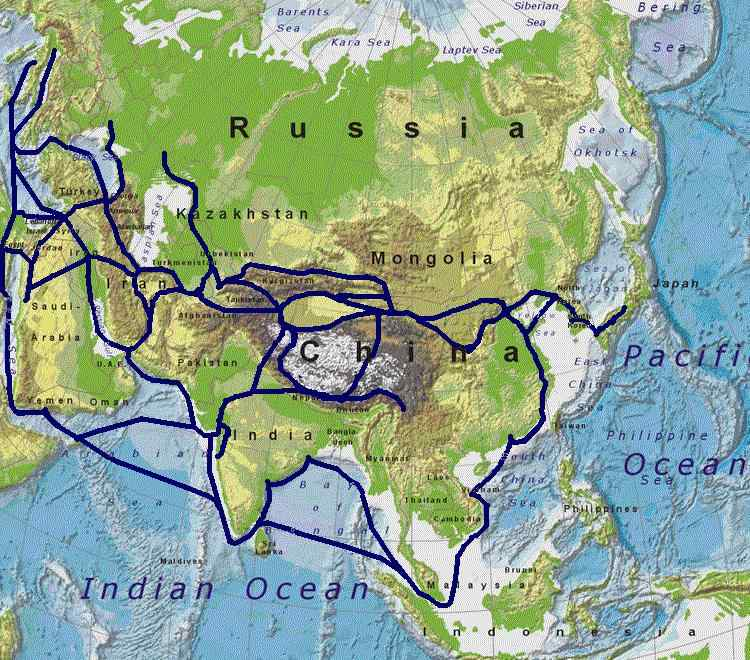
西洋と東洋の間をつなぐ交易路シルクロード

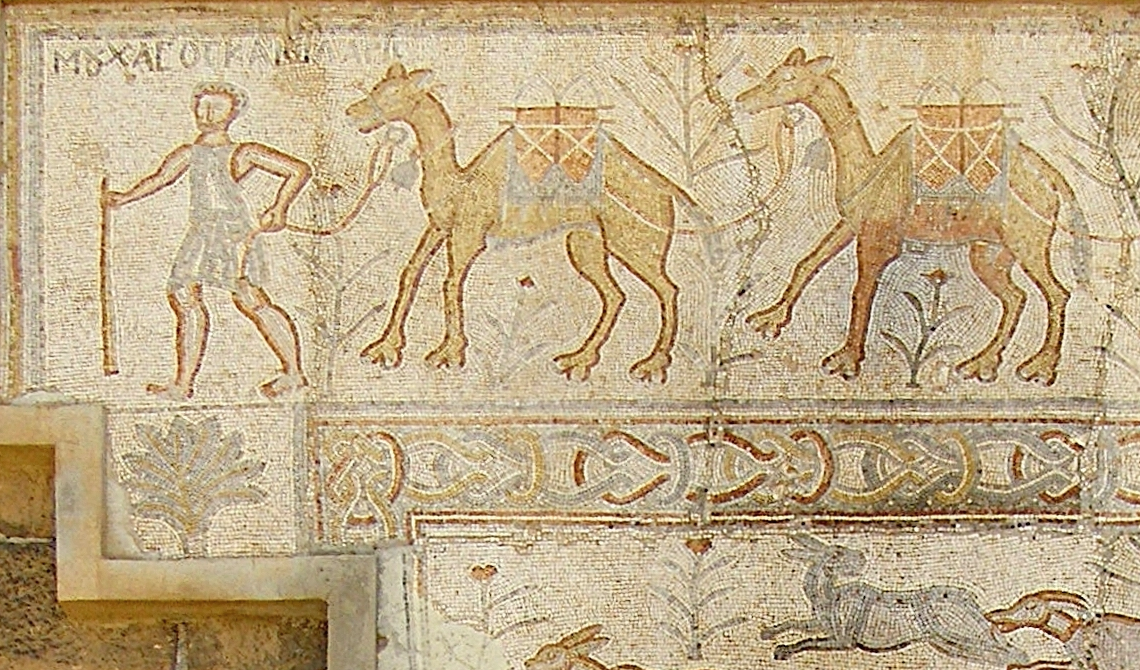
世界遺産ボスラにある古代ローマのモザイク画。キャメルトレインを引き連れる商人の図。

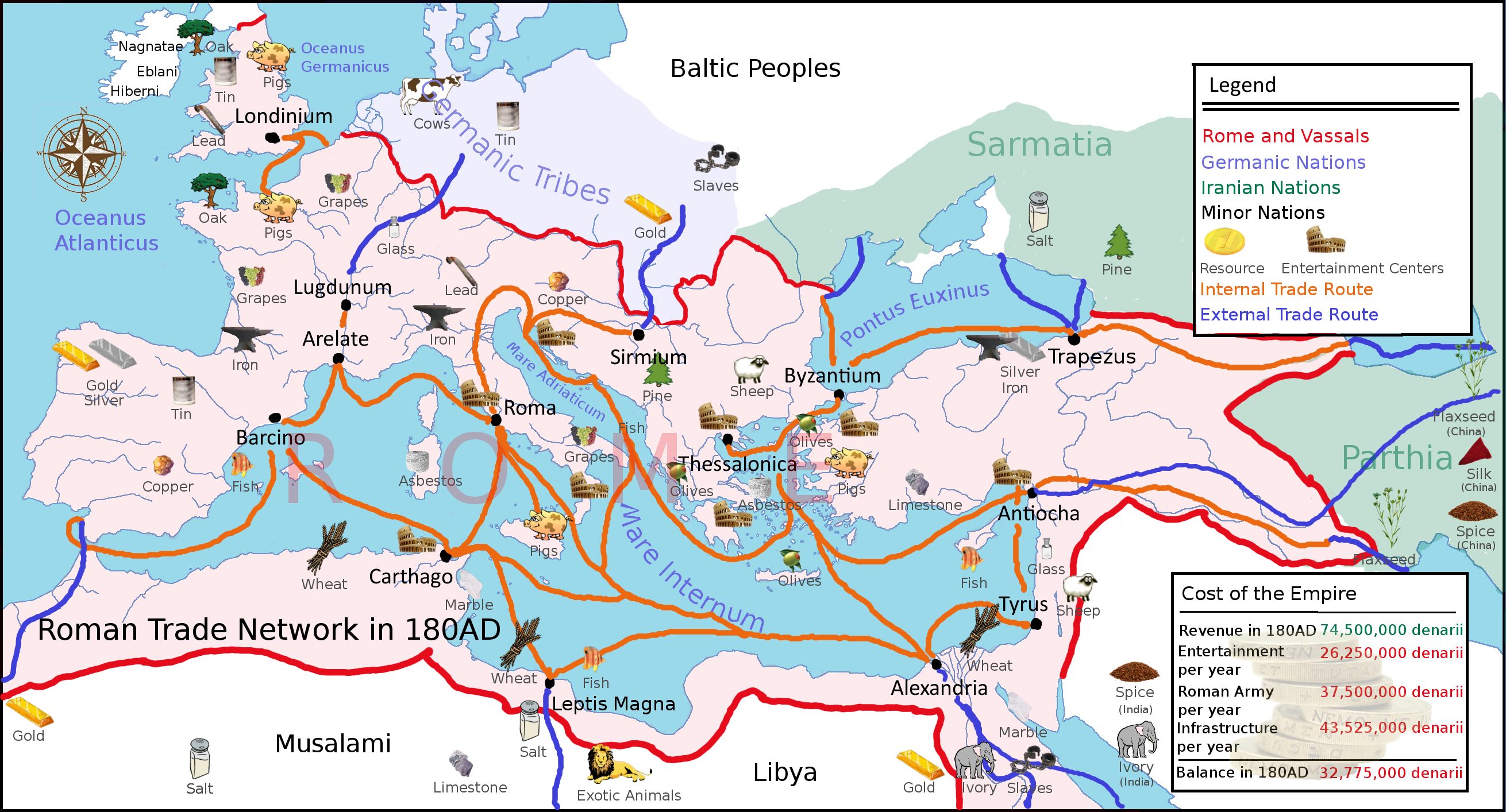
西暦180年ごろのローマにおける主要貿易路と交易・観光資源

交易路（こうえきろ）は、商業活動を行う人々が交易を行う際に使用した物流経路である。この交易路は陸上のみならず水上にもあり、遠くの市場まで商品を運び売買するのに使用された。代表例としてシルクロードがあげられる。

## 歴史

### 始まり
交易路は、銅器時代には出来ていた。紀元前2千年紀中頃から紀元元年初め頃には、中国、インドなどの四大文明で主要な貿易路が生み出された。長距離貿易で重要なことは、使役動物の家畜化、船などを次の水路へ陸路を使って運ぶ連水陸路運搬であった。
紀元前2千年紀に現れた組織化されたキャラバンは、道中の殆どで飼料を得て遠距離まで至ることが出来た。ラクダの家畜化は、アラブ人の遊牧民が極東からアラビア半島までの香辛料と絹の長距離貿易を制することを可能にした。キャラバンの主な収益は贅沢品（絹・香辛料・琥珀・金など）で、安価な物は利益とならなかった。鉄と青銅の生産技術の発展に伴い（文明の技術革新の分配で）新しい交易路が増加し始めた。

## 世界史上の主な交易路一覧
- シルクロード
- 草原の道
- 海の道
  - 香辛料貿易
  - 南蛮貿易
- 琥珀の道
- 砂金と岩塩の道
- 大西洋三角貿易
- 塩の道 (日本)
- 鯖街道